# Ješelnice
Ješelnice (rumunsky Eșelnița) je obec nacházející se v župě Mehedinți v rumunské části Banátu zhruba 7 km jihozápadně od Oršavy. Do její správy spadá pouze stejnojmenná vesnice ležící v ústí stejnojmenného potoka, který se vlévá do Dunaje. Obec má přes 2 700 obyvatel a žije zde i malá komunita Čechů, která přišla z českých vesnic.

## Geografie
Obec se nachází na obou březích stejnojmenného potoka vlévajícího se do Dunaje v oblasti průlomového údolí Železná vrata v nadmořské výšce přibližně 100 m n. m. Do katastru obce spadají i hotely nacházející se u břehu Dunaje směr Dubová.

## Doprava
Obcí prochází silnice DN57, která spojuje Oršavu s Novou Moldavou, ležící v župě Caraș-Severin, a pokračuje dál na sever do Oravice. Nejbližší vlakové nádraží je v Oršavě, kterou prochází trať z Temešváru až do Bukurešti.

## Pamětihodnosti
- Skalní reliéf dáckého krále Decebala.